# Ma chambre au Beau-Rivage
Pour les articles homonymes, voir Intérieur à Nice.
Ma chambre au Beau-Rivage – ou Intérieur à Nice – est un tableau réalisé par le peintre français Henri Matisse en 1917-1918, au tout début de sa période niçoise. Cette huile sur toile représente l'intérieur d'une chambre d'hôtel de Nice qui par une fenêtre donne sur la mer Méditerranée. L'œuvre est conservée depuis 1952 au Philadelphia Museum of Art, à Philadelphie, en Pennsylvanie, aux États-Unis.